# Leonard Bloomfield
Leonard Bloomfield (1. dubna 1887, Chicago – 18. dubna 1949, New Haven) byl americký jazykovědec, který patřil k zakladatelům americké strukturalistické lingvistiky.
Proslavil se zejména svou knihou Language (1933). Byl hlavním zakladatelem Linguistic Society of America. Vyučoval na Chicagské univerzitě.

## Dílo
- 1911: "The Indo-European Palatals in Sanskrit". in: The American Journal of Philology 32/1, pp. 36-57.
- 1914: Introduction to the Study of Language. New York: Henery Holt and Co. ISBN 90-272-1892-7.
- 1914: "Sentence and Word". in: Transactions and Proceedings of the American Philological Association 45, pp. 65-75.
- 1916: "Subject and Predicate". in: Transactions and Proceedings of the American Philological Association 47, pp. 13-22.
- 1917: (with Alfredo Viola Santiago) Tagalog texts with grammatical analysis. University of Illinois studies in language and literature, 3.2-4. Urbana, Illinois.
- 1924: "Notes on the Fox language". in: International Journal of American Linguistics 3, pp. 219-232.
- 1926: "A set of postulates for the science of language". in: Language 2, pp. 153-164 (reprinted in: Martin Joos (ed.), Readings in Linguistics I, Chicago and London: The University of Chicago Press 1957, pp. 26-31).
- 1927: "Literate and illiterate speech". in: American Speech 2, pp. 432-441.
- 1927: "On Some Rules of Pāṇini". in: Journal of the American Oriental Society 47, pp. 61-70.
- 1928: Menomini Texts. American Ethnological Society Publications 12. New York. ISBN 0-404-58162-5.
- 1930: Sacred stories of the Sweet Grass Cree. National Museum of Canada Bulletin, 60 (Anthropological Series 11). Ottawa. ISBN 0-404-11821-6.
- 1933: Language. New York: Henry Holt and Co. ISBN 0-226-06067-5, ISBN 90-272-1892-7.
- 1935: "Linguistic aspects of science". in: Philosophy of Science 2/4, pp. 499-517.
- 1939: "Menomini morphophonemics". in: Travaux du Cercle Linguistique de Prague 8, pp. 105-115.
- 1939: Linguistic aspects of science. Chicago: University of Chicago Press.
- 1942: Outline guide for the practical study of foreign languages. Baltimore.
- 1962: The Menomini language. New Haven: Yale University Press.
- 1970: Charles F. Hockett (ed.), A Leonard Bloomfield Anthology. Indiana University Press.ISBN 0-226-06071-3.